# ゴダールのリア王
『ゴダールのリア王』（King Lear）は、1987年公開のバハマ、アメリカ合作映画である。アメリカの映画会社キャノン・フィルムが製作し、主な台詞は英語である。ロケ地はスイス・レマン湖畔のニオン。シェイクスピアの『リア王』を下敷きにしているが内容はオリジナルである。ジャン＝リュック・ゴダール監督作品。

## 解説
1980年代にイスラエルからアメリカに進出し、『暴走機関車』や『デルタ・フォース』『スペースバンパイア』など大ヒット作・超話題作を連打してキャノン・グループを築き上げた映画監督・映画プロデューサーのメナヘム・ゴーランと映画プロデューサーヨーラム・グローバスのコンビが、ゴダールに発注した映画が本作であった。

### 概要
シェークスピア五世を演じるピーター・セラーズは、俳優のピーター・セラーズとは別人で、アメリカの舞台演出家である。マフィアのドン・レアーロを演じるのは当時80歳のバージェス・メレディス。その娘コーディリアには、1980年代当時ハイティーンスターだった『ブレックファスト・クラブ』のモリー・リングウォルド。『汚れた血』（1986年）の監督レオス・カラックスと女優ジュリー・デルピーが恋人役で出演した。デルピーは『ゴダールの探偵』（1985年）で見出された女優であった。
ウディ・アレンが結末近くで1シーン出演しているが、ゴダールがニューヨークまで出張し、彼に出演交渉した様子をビデオに収めた作品が『ウディ・アレン会見』（1986年）である。『フレディ・ビュアシュへの手紙』（1981年）で知られるシネマテーク・スイス館長フレディ・ビュアシュも出演している。記者を演じるミシェル・ペタンはのちに映画プロデューサーとなって『TAXi』（1998年）や『イブラヒムおじさんとコーランの花たち』（2003年）を手がけた。スザンヌ・ランザは当時人気のファッションモデルであった。
撮影監督はソフィ・マンティニューとカロリーヌ・シャンプティエのふたり。マンティニューはエリック・ロメール監督の『緑の光線』（1986年）でデビューしたばかりで当時26歳、シャンプティエはジャン・ユスターシュ監督の短篇『アリックスの写真』（1980年）、シャンタル・アケルマン監督の『一晩中』（1982年）、ジャック・リヴェット監督の『北の橋』（1981年）、アンヌ＝マリー・ミエヴィル監督の『マリアの本』（1984年）と立て続けに撮っていた当時32歳であった。
本作は興行的には失敗し、当時の米国内収入ですらたった6万2000ドルであった。キャノン・グループはその2年後には倒産してしまう。日本ではワーナーからレンタル用のVHSが発売され、1998年には劇場公開もされた。フランスで公開されたのは今世紀に入ってからである。
ゴダールは映画にスタッフクレジットを入れるのを拒否した。クエンティン・タランティーノは『レザボア・ドッグス』でデビューした頃、本作に端役で出演したと嘘の経歴を書いており、当時の文献にはそれを鵜呑みにしたものが多い。後にタランティーノは「どうせ誰も見てないからバレないだろうと思った」と語っている。

### ゴダールとゴーラン
プロデューサーのゴーランとグローバスは、ゴダールとの契約を、カンヌ国際映画祭での席のナプキンに書いたと語っている。ドキュメンタリー『キャノンフィルムズ爆走風雲録』では、その実物を見せている。しかし、ゴーラン＝グローバスは、1986年の第39回カンヌ国際映画祭にロバート・アルトマン監督の『フール・フォア・ラブ』とアンドレイ・コンチャロフスキー監督の『暴走機関車』の2本をコンペティション部門に出品しているが、ゴダールはこの年は参加していない。前年1985年の第38回カンヌ国際映画祭にゴダールは『ゴダールの探偵』を出品しており、このときの話であろうと推測される。

## あらすじ
映画の冒頭には、導入として、オーソン・ウェルズ、フランソワ・トリュフォーなど、さまざまな映画監督のポートレートが写り、そこにゴダールのナレーションが被さるパートがある。
本編に入ると、ゴダールのナレーションでキャノン・フィルムからシェークスピアの『リア王』を映画化しろという依頼を受けたと語られる。脚本家として参加したノーマン・メイラーとのやり取りや、バージェス・メレディスやモリー・リングウォルドとのテスト撮影の模様が描かれる。
レマン湖畔の町ニヨンに現れたウィリアム・シェークスピア五世（ピーター・セラーズ）、彼は、プラッギーと呼ばれる教授（ジャン＝リュック・ゴダール）にとある魔術を聴き出すためにこの町を訪れたのだが、ホテルで食事をしていると、隣席でマフィアのボスドン・レアーロ（バージェス・メレディス）とその娘コーディリア（モリー・リングウォルド）の話が聴こえてきてしまう。その内容はまるで祖先シェークスピア・シニアの『リア王』そのままの出来過ぎた話だったわけだが、彼は17世紀の物語を現代に焼き直すことを着想する。
シェークスピア五世は教授の助手エドガー（レオス・カラックス）に出逢う。教授はマッド・サイエンティストのような風貌でなにやらおかしなことを言っている。教授は物語をつくりだす魔術の研究をしているうちに、「映画」を発明してしまった。復活祭の日、教授は映画のプリントの入ったフィルム缶をひとつ遺して死んでしまう。「シェークスピアはモンタージュの芸術だ」。シェークスピア五世がその謎を解いてもらうべく、編集技師エイリアン氏（ウディ・アレン）の仕事場に届ける。『リア王』のストーリー通りコーディリアは死に、シェークスピア五世は彼女の白馬が駆けていく姿をその映像のなかに観る。

## キャスト
- ピーター・セラーズ - ウィリアム・シェークスピア五世
- バージェス・メレディス - ドン・レアーロ（リア王）
- モリー・リングウォルド - コーディリア
- ジャン＝リュック・ゴダール - プラッギー教授
- ウディ・アレン - 編集技師エイリアン氏
- レオス・カラックス - 助手エドガー
- ジュリー・デルピー - ヴァージニア
- ノーマン・メイラー - 本人
- ケイト・メイラー - 本人（メイラーの実娘）
- フレディ・ビュアシュ - クエンティン教授
- ミシェル・ペタン - ニューヨークタイムズ記者
- スザンヌ・ランザ

## 評価
レビュー・アグリゲーターのRotten Tomatoesでは11件のレビューで支持率は55%、平均点は4.80/10となった。

## 註
1. ↑  IMDbのKing Lear(1987) - triviaでの記述による。
2. ↑  “King Lear”. Rotten Tomatoes.   Fandango Media. 2022年9月22日閲覧。